# Lhuntse

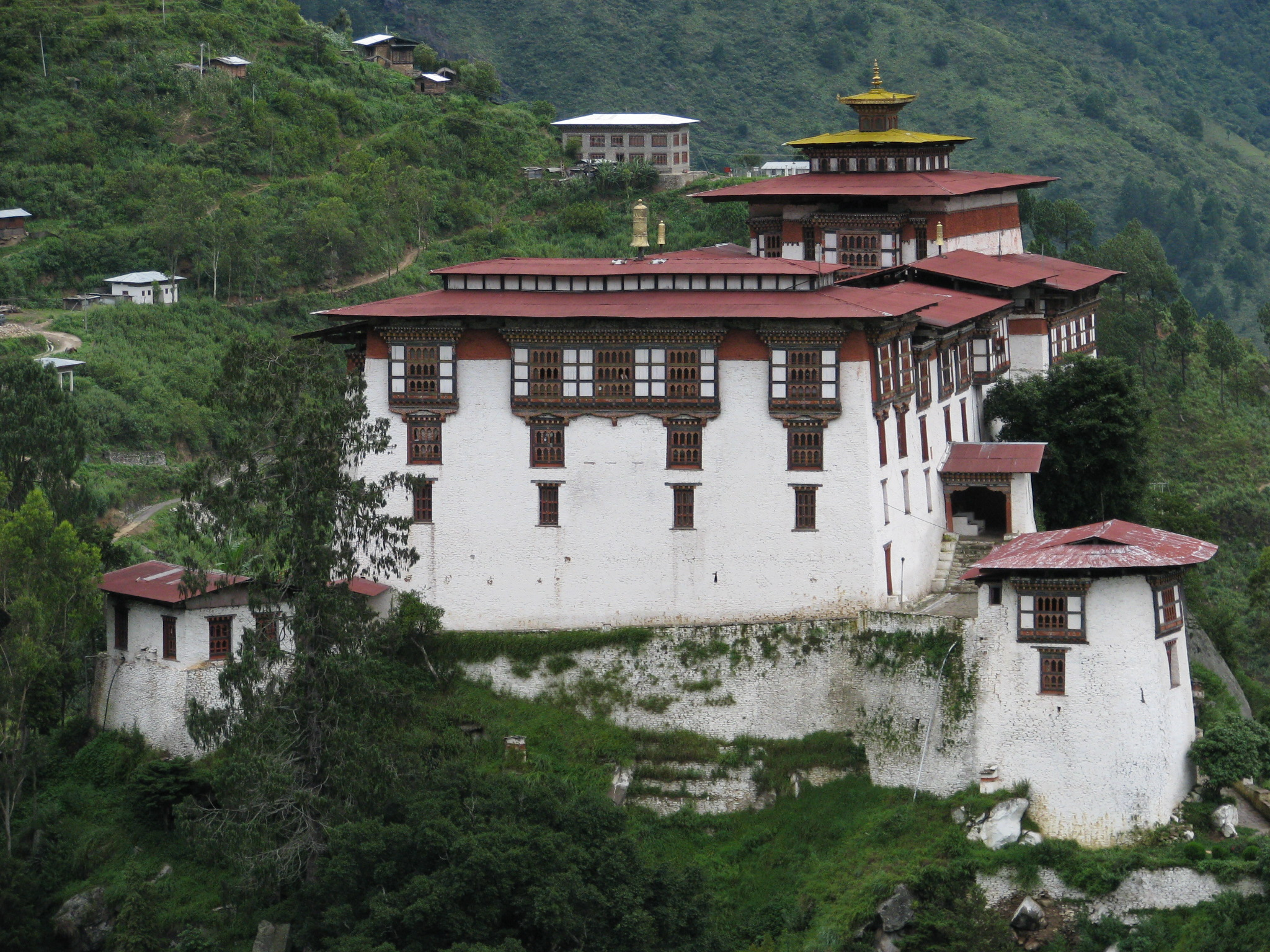

Lhuntse est l'un des 20 dzongkhags qui constituent le Bhoutan.

## Représentation à l'Assemblée Nationale
Le district comporte deux circonscriptions législatives. Les députés actuels sont Loday Tsheten et Tempa Dorji, tous deux issus du BTP.
| Code   | Nom              | Electeurs enregistrés |
| ------ | ---------------- | --------------------- |
| NA0601 | Gangzur-Minjey   | 7 717                 |
| NA0602 | Maenbi Tsaenkhar | 7 644                 |

| Élection  | Circonscription | Circonscription | Circonscription | Circonscription | Circonscription | Circonscription |
| Élection  | NA0601          | NA0601          | NA0601          | NA0602          | NA0602          | NA0602          |
| Élection  | Parti           | Parti           | Député          | Parti           | Parti           | Député          |
| --------- | --------------- | --------------- | --------------- | --------------- | --------------- | --------------- |
| 2008      |                 | DPT             | Karma Rangdol   |                 | DPT             | Tshering Tenzin |
| 2013      |                 | DPT             | Karma Rangdol   |                 | PDP             | Yeshey Dorji    |
| 2018      |                 | DNT             | Kinga Penjor    |                 | DPT             | Choki Gyeltshen |
| 2023-2024 |                 | BTP             | Loday Tsheten   |                 | BTP             | Tempa Dorji     |